# Saharanthus ifniensis
Saharanthus ifniensis är en triftväxtart som först beskrevs av Arturo Caballero, och fick sitt nu gällande namn av Manuel Benito Crespo och Lledó. Saharanthus ifniensis ingår i släktet Saharanthus och familjen triftväxter. Inga underarter finns listade i Catalogue of Life.